# Dreiband-Europameisterschaft der Junioren 1999

Logo CEB (ausrichtender Verband)

Die Dreiband-Europameisterschaft der Junioren 1999 war ein Turnier in der Karambolagedisziplin Dreiband und fand vom 12. bis 14. Februar in Murcia statt.

## Modus
Gespielt wurde mit 16 Teilnehmern in vier Gruppen à vier Spielern im Round-Robin-Modus. Die beiden Gruppenbesten qualifizierten sich für das Viertelfinale. Bei Punktegleichheit zählte der direkte Vergleich. Die Partiedistanz betrug zwei Gewinnsätze à 15 Punkte.

## Qualifikation
| Abschlusstabelle Gruppe A | Abschlusstabelle Gruppe A | Abschlusstabelle Gruppe A | Abschlusstabelle Gruppe A | Abschlusstabelle Gruppe A | Abschlusstabelle Gruppe A | Abschlusstabelle Gruppe A | Abschlusstabelle Gruppe A | Abschlusstabelle Gruppe A |
| Platz                     | Name                      | PP                        | SP                        | Pkte                      | Aufn.                     | GD                        | BED                       | HS                        |
| ------------------------- | ------------------------- | ------------------------- | ------------------------- | ------------------------- | ------------------------- | ------------------------- | ------------------------- | ------------------------- |
| 1                         | Nikos Polychronopoulos    | 6                         | 6:3                       | 119                       | 109                       | 1,091                     | 1,272                     | 7                         |
| 2                         | Michael Lohse             | 4                         | 5:4                       | 119                       | 131                       | 0,908                     | 1,176                     | 6                         |
| 3                         | Rinaldo Nieuwenburg       | 2                         | 4:5                       | 110                       | 159                       | 0,691                     | 0,781                     | 6                         |
| 4                         | Mathieu Falcioni          | 0                         | 3:6                       | 106                       | 123                       | 0,861                     | -                         | 7                         |

| Abschlusstabelle Gruppe B | Abschlusstabelle Gruppe B | Abschlusstabelle Gruppe B | Abschlusstabelle Gruppe B | Abschlusstabelle Gruppe B | Abschlusstabelle Gruppe B | Abschlusstabelle Gruppe B | Abschlusstabelle Gruppe B | Abschlusstabelle Gruppe B |
| Platz                     | Name                      | PP                        | SP                        | Pkte                      | Aufn.                     | GD                        | BED                       | HS                        |
| ------------------------- | ------------------------- | ------------------------- | ------------------------- | ------------------------- | ------------------------- | ------------------------- | ------------------------- | ------------------------- |
| 1                         | Jérémy Bury               | 4                         | 4:2                       | 80                        | 104                       | 0,769                     | 1,304                     | 6                         |
| 2                         | Nikos Evangelou           | 4                         | 4:2                       | 71                        | 134                       | 0,529                     | 0,612                     | 4                         |
| 3                         | Christoph Oberberger      | 2                         | 3:4                       | 74                        | 157                       | 0,471                     | 0,652                     | 5                         |
| 4                         | José Garcia Navarro       | 2                         | 2:5                       | 83                        | 135                       | 0,614                     | 0,656                     | 4                         |

| Abschlusstabelle Gruppe C | Abschlusstabelle Gruppe C | Abschlusstabelle Gruppe C | Abschlusstabelle Gruppe C | Abschlusstabelle Gruppe C | Abschlusstabelle Gruppe C | Abschlusstabelle Gruppe C | Abschlusstabelle Gruppe C | Abschlusstabelle Gruppe C |
| Platz                     | Name                      | PP                        | SP                        | Pkte                      | Aufn.                     | GD                        | BED                       | HS                        |
| ------------------------- | ------------------------- | ------------------------- | ------------------------- | ------------------------- | ------------------------- | ------------------------- | ------------------------- | ------------------------- |
| 1                         | Raúl Hernandez            | 4                         | 5:2                       | 97                        | 105                       | 0,923                     | 1,200                     | 8                         |
| 2                         | Sascha Ciupke             | 4                         | 5:3                       | 103                       | 127                       | 0,811                     | 0,862                     | 6                         |
| 3                         | Brian Hansen              | 4                         | 4:3                       | 102                       | 110                       | 0,927                     | 1,162                     | 5                         |
| 4                         | Zoltan Pabar              | 0                         | 1:6                       | 51                        | 107                       | 0,476                     | -                         | 5                         |

| Abschlusstabelle Gruppe D | Abschlusstabelle Gruppe D | Abschlusstabelle Gruppe D | Abschlusstabelle Gruppe D | Abschlusstabelle Gruppe D | Abschlusstabelle Gruppe D | Abschlusstabelle Gruppe D | Abschlusstabelle Gruppe D | Abschlusstabelle Gruppe D |
| Platz                     | Name                      | PP                        | SP                        | Pkte                      | Aufn.                     | GD                        | BED                       | HS                        |
| ------------------------- | ------------------------- | ------------------------- | ------------------------- | ------------------------- | ------------------------- | ------------------------- | ------------------------- | ------------------------- |
| 1                         | Alejo Torres              | 4                         | 5:3                       | 95                        | 124                       | 0,766                     | 0,857                     | 5                         |
| 2                         | Peter Ceulemans           | 4                         | 4:2                       | 85                        | 93                        | 0,913                     | 1,363                     | 9                         |
| 3                         | Markus Galla              | 4                         | 4:3                       | 92                        | 115                       | 0,800                     | 0,888                     | 5                         |
| 4                         | Jarno Klompenhouwer       | 0                         | 1:6                       | 69                        | 99                        | 0,696                     | -                         | 4                         |

## Finalrunde
|  | Viertelfinale Best of 3 | Viertelfinale Best of 3 |                        |                 | Halbfinale Best of 3 | Halbfinale Best of 3 |  |  | Finale Best of 3 | Finale Best of 3 |
|  |                         |                         |                        |                 |                      |                      |  |  |                  |                  |
|  |                         |                         |                        |                 |                      |                      |  |  |                  |                  |
|  | Nikos Polychronopoulos  | 2:1/43/48/0,895         |                        |                 |                      |                      |  |  |                  |                  |
|  | Nikos Polychronopoulos  | 2:1/43/48/0,895         |                        |                 |                      |                      |  |  |                  |                  |
|  | Peter Ceulemans         | 1:2/31/48/0,645         |                        |                 |                      |                      |  |  |                  |                  |
|  | Peter Ceulemans         | 1:2/31/48/0,645         | Nikos Polychronopoulos | 2:0/30/18/1,666 |                      |                      |  |  |                  |                  |
|  |                         |                         | Nikos Polychronopoulos | 2:0/30/18/1,666 |                      |                      |  |  |                  |                  |
|  |                         | Raúl Hernandez          | 0:2/9/17/0,529         |                 |                      |                      |  |  |                  |                  |
|  | Raúl Hernandez          | Raúl Hernandez          | 0:2/9/17/0,529         | 2:0/30/24/1,250 |                      |                      |  |  |                  |                  |
|  | Raúl Hernandez          |                         |                        | 2:0/30/24/1,250 |                      |                      |  |  |                  |                  |
|  | Nikos Evangelou         | 0:2/18/23/0,782         |                        |                 |                      |                      |  |  |                  |                  |
|  |                         |                         | Nikos Polychronopoulos | 2:0/30/26/1,153 |                      |                      |  |  |                  |                  |
|  |                         |                         |                        | Jérémy Bury     | 0:2/20/25/0,800      |                      |  |  |                  |                  |
|  | Alejo Torres            | 2:1/36/45/0,800         |                        |                 |                      |                      |  |  |                  |                  |
|  | Michael Lohse           | 1:2/40/45/0,888         |                        |                 |                      |                      |  |  |                  |                  |
|  | Michael Lohse           | 1:2/40/45/0,888         | Alejo Torres           | 0:2/15/29/0,517 |                      |                      |  |  |                  |                  |
|  |                         |                         | Alejo Torres           | 0:2/15/29/0,517 | Spiel um Platz 3     |                      |  |  |                  |                  |
|  |                         | Jérémy Bury             | 2:0/30/30/1,000        |                 |                      |                      |  |  |                  |                  |
|  | Jérémy Bury             | Jérémy Bury             | 2:0/30/30/1,000        | 2:1/40/58/0,689 | Raúl Hernandez       | 2:0/30/17/1,764      |  |  |                  |                  |
|  | Jérémy Bury             |                         |                        | 2:1/40/58/0,689 | Raúl Hernandez       | 2:0/30/17/1,764      |  |  |                  |                  |
|  | Sascha Ciupke           | 1:2/37/57/0,649         |                        | Alejo Torres    | 0:2/21/16/1,312      |                      |  |  |                  |                  |
|  | Sascha Ciupke           | 1:2/37/57/0,649         |                        |                 | 0:2/21/16/1,312      |                      |  |  |                  |                  |
|  |                         |                         |                        |                 |                      |                      |  |  |                  |                  |

## Abschlusstabelle
| MP    | Match Points (Sieger = 2; Unentschieden = 1; Verlierer = 0) |
| Pkte. | Erzielte Karambolagen                                       |
| Aufn. | Benötigte Versuche                                          |
| GD    | Generaldurchschnitt                                         |
| BED   | Bester Einzeldurchschnitt eines Spielers                    |
| HS    | Höchstserie                                                 |
|       | Bester GD des Turniers                                      |
|       | Bester ED des Turniers                                      |
|       | Beste HS des Turniers                                       |
|       | 1. Platz (Gold)                                             |
|       | 2. Platz (Silber)                                           |
|       | 3. Platz (Bronze)                                           |

| Endklassement              | Endklassement          | Endklassement | Endklassement | Endklassement | Endklassement | Endklassement | Endklassement | Endklassement |
| Platz                      | Name                   | PP            | SP            | Pkte.         | Aufn.         | GD            | BED           | HS            |
| -------------------------- | ---------------------- | ------------- | ------------- | ------------- | ------------- | ------------- | ------------- | ------------- |
| 1                          | Nikos Polychronopoulos | 12:0          | 12:4          | 222           | 201           | 1,104         | 1,666         | 7             |
| 2                          | Jérémy Bury            | 8:4           | 8:5           | 170           | 217           | 0,783         | 1,304         | 6             |
| 3                          | Raúl Hernandez         | 8:4           | 9:4           | 166           | 163           | 1,018         | 1,764         | 9             |
| 4                          | Alejo Torres           | 6:6           | 7:8           | 167           | 214           | 0,780         | 0,857         | 5             |
| 5                          | Sascha Ciupke          | 4:4           | 6:5           | 140           | 184           | 0,760         | 0,862         | 6             |
| 6                          | Peter Ceulemans        | 4:4           | 5:4           | 116           | 141           | 0,822         | 1,363         | 9             |
| 7                          | Michael Lohse          | 4:4           | 6:6           | 159           | 176           | 0,903         | 1,171         | 7             |
| 8                          | Nikos Evangelou        | 4:4           | 4:4           | 89            | 157           | 0,566         | 0,612         | 4             |
| 9                          | Markus Galla           | 4             | 4:3           | 92            | 115           | 0,800         | 0,888         | 5             |
| 10                         | Brian Hansen           | 4             | 4:3           | 102           | 110           | 0,927         | 1,162         | 5             |
| 11                         | Rinaldo Nieuwenburg    | 2             | 4:5           | 110           | 159           | 0,691         | 0,781         | 6             |
| 12                         | Christoph Oberberger   | 2             | 3:4           | 74            | 157           | 0,471         | 0,652         | 5             |
| 13                         | José Garcia Navarro    | 2             | 2:5           | 83            | 135           | 0,614         | 0,656         | 4             |
| 14                         | Mathieu Falcioni       | 0             | 3:6           | 106           | 123           | 0,861         | -             | 7             |
| 15                         | Jarno Klompenhouwer    | 0             | 1:6           | 69            | 99            | 0,696         | -             | 4             |
| 16                         | Zoltan Pabar           | 0             | 1:6           | 51            | 107           | 0,476         | -             | 5             |
| Turnierdurchschnitt: 0,779 |                        |               |               |               |               |               |               |               |